# Agericus von Verdun
Der heilige Agericus von Verdun (auch Airy, Aguy, Algeric, Agiricus, Agéric, Agricus) (* ca. 521 (oder 517) in Verdun oder Harville; † 588 (oder 591) in Verdun) war Bischof des Bistums Verdun.

## Leben
Agericus war der Sohn bescheidener Bauern. Er wurde auf einem Feld geboren, während seine Mutter dort arbeitete. Der fränkische König Theuderich I., der in der Nähe zur Jagd war, wurde sein Taufpate und gab ihm den Namen, der an seine Herkunft auf dem Feld erinnern soll. Das lateinische Wort für Feld ist „ager“.
Im Alter von ca. 30 Jahren wurde Agericus von Desideratus zum Priester geweiht. Desideratus ist sein Vorgänger im Amt des Bischofs von Verdun.
Verdun gehörte seit 511 zu Austrasien.
Agericus war eine einflussreiche Persönlichkeit am Hof des Frankenkönigs Sigibert I., König von Austrasien (561–575), und von dessen Sohn und Nachfolger Childebert II. (570–596), dessen Patenonkel er auch war.
Es wird berichtet, dass ein örtlicher Rebellenführer namens Bertifroi Zuflucht in der Kapelle von Bischof Agericus suchte. Obwohl er als Bischof selbst Mitglied des königlichen Hofs war, verteidigte er das Recht des Rebellen auf Zuflucht in einem Gotteshaus. Die Männer des Königs ignorierten jedoch das Gebot, brachen in die Kapelle ein und töteten Bertefroi.
Im Jahr 587 war er Mitunterzeichner des Vertrags von Andelot.
Von ihm wird berichtet, dass „seine Nächstenliebe und Freundlichkeit ihn bei Fürsten und Volk gleichermaßen beliebt machten, und seine Gebete und sein Rat wurden von allen gesucht. Er wirkte viele Wunder, sowohl in seinem Leben als auch nach seinem heiligen Tod.“
Gregor von Tours erwähnt Agericus in seinem Hauptwerk der Zehn Bücher Geschichten (Decem libri historiarum). und auch Venantius Fortunatus erwähnt ihn lobend und „erkennt in ihm alle Tugenden eines heiligen Bischofs“.
Agericus war der zehnte Bischof von Verdun, seine Amtszeit war von ca. 550–588 oder von 554–591. Er wurde begraben in der Kapelle Saint-Martin, um die im Jahr 1037 das Kloster Saint-Airy entstand, das aber heute nicht mehr existiert. Die beiden Klöster Saint-Airy und Saint-Vanne waren Ausgangspunkte für diverse klösterliche Reformen.
Heute sollen seine Gebeine in der Kathedrale von Verdun liegen.
Er wird in der römisch-katholischen Kirche als Heiliger verehrt. Sein Gedenktag ist der 1. Dezember.

## Benennungen
Die Stadt Verdun wird von mehreren Kanälen durchzogen, einer davon heißt Saint-Airy.
In Harville gibt es die Kirche Saint-Airy.